# Orthotrichum elongatum
Orthotrichum elongatum är en bladmossart som beskrevs av Thomas Taylor 1846. Orthotrichum elongatum ingår i släktet hättemossor, och familjen Orthotrichaceae. Inga underarter finns listade i Catalogue of Life.